# Ушкалов Леонід Володимирович
Леоні́д Володи́мирович Ушка́лов (нар. 5 листопада 1956, Краснопілля — пом. 25 лютого 2019, Харків, Україна) — український літературознавець, письменник, педагог, доктор філологічних наук, професор. Член Національної спілки письменників України (2013).

## Життєпис
Народився у містечку Краснопілля на Сумщині. З 1977-го по 1982 р. навчався на філологічному факультеті Харківського державного університету. Після закінчення університетського курсу працює на посадах викладача, доцента (1993) й професора (1995) на кафедрі української та світової літератури Харківського національного педагогічного університету ім. Григорія Сковороди. У 1989 р. в Інституті літератури ім. Тараса Шевченка НАН України захистив кандидатську дисертацію («Творчість Григорія Сковороди і антична культура»), а в 1996 р. — докторську («Література українського бароко в її зв'язках із філософією»). Член Національної спілки письменників України (2013).
Помер 25 лютого 2019 року у Харкові на 63-му році життя.

## Сім'я
Дружина — Олександра Ушкалова (до шлюбу Мількіна) — редакторка, коректорка і перекладачка, син — Олександр (Сашко) Ушкалов — письменник і літературознавець.

## Внесок
Є автором академічних розвідок з історії української літератури, філософії та богослів'я, науково-популярних праць, дитячих книжок. Упорядник, перекладач, автор передмов, приміток і коментарів до видань:
- «Григорій Сковорода. Байки» (Х.: Vivat, 2020).
- «Григорий Сковорода. Украински басни» (СофтПрес ООД, 2021).
- «Григорій Сковорода. Сад божественних пісень» (Х.: Майдан, 2002, 2011).
- «Барокова поезія Слобожанщини: антологія» (Х.: Акта, 2002).
- «Дмитро Чижевський. Філософія Г. С. Сковороди» (Х.: Акта, 2003; Х.: Прапор, 2004).
- «Григорій Квітка-Основ'яненко. Українські повісті» (Х.: Ранок, 2003, 2009).
- «Григорій Сковорода. Вибрані твори в українських перекладах» (Х.: Ранок, 2003, 2009).
- «Українське бароко (т. 1)» (Х.: Акта, 2004).
- «Лелія: казки та оповідання для дітей» (Х.: Основа, 2005).
- «Григорій Сковорода. Вибрані твори» (Х.: Прапор, 2007).
- «Архів Розстріляного Відродження: матеріали архівно-слідчих справ українських письменників 1920–1930-х років» (К.: Смолоскип, 2010).
- «Павло Тичина, Максим Рильський. Вибране» (Х.: Фоліо, 2011).
- «Тарас Шевченко. Гайдамаки» (Х.: Фоліо, 2011).
- «Григорій Квітка-Основ'яненко. Маруся: повісті та оповідання, драматичні твори» (Х.: Фоліо, 2012).
- «Тарас Шевченко. Художник: повісті, автобіографія, щоденник» (Х.: Фоліо, 2012).
- «Григорій Сковорода. Листи до Михайла Ковалинського» (Х.: Майдан, 2012).
- «Григорій Квітка-Основ'яненко. Конотопська відьма» (Х.: Фоліо, 2013).
- «Тарас Шевченко. Катерина» (Х.: Фоліо, 2013).
- «Тарас Шевченко. Гайдамаки» (Х.: Фоліо, 2013).
- «Павло Тичина, Максим Рильський. Вибрані твори» (Х.: Фоліо, 2013).
- «Тарас Шевченко. Щоденник» (Х.: Видавець Олександр Савчук, 2014).
- «Григорій Сковорода. Буквар миру: книга для сімейного читання» (Х.: Книжковий Клуб «Клуб Сімейного Дозвілля», 2015) та інших.

Статті про життя й наукову діяльність проф. Леоніда Ушкалова друкувалися в кількох довідниках і словниках в Україні та за кордоном: «Dictionary of International Biography, Twenty-Sixth Edition» (Cambridge, 1999), «Письменники Харкова» (Харків, 2003), «Хто є хто в Україні» (Київ, 2006) тощо.
Книжки:
- Нариси з філософії Григорія Сковороди. — Х.: Основа, 1993. — 152 с. (у співавторстві з Олегом Марченком).
- Світ українського бароко: філологічні етюди. — Х.: Око, 1994. — 112 с.
- Григорій Сковорода і антична культура. — Х.: Знання, 1997. — 180 с.
- З історії української літератури XVII—XVIII століть. — Х.: Акта, 1999. — 216 с.
- Українське барокове богомислення. Сім етюдів про Григорія Сковороду. — Х.: Акта, 2001. — 221 с.
- Два століття сковородіяни: бібліографічний довідник. — Х.: Акта, 2002. — 528 с.
- Григорій Сковорода: семінарій. — Х.: Майдан, 2004. — 876 с.
- Есеї про українське бароко. — К.: Факт; Наш час, 2006. — 283 с.
- «На риштованнях історії української літератури»: дещо про рецепцію нашої класики. — Л.: Центр гуманітарних досліджень; К.: Смолоскип, 2007. — 56 с.
- Сковорода та інші. Причинки до історії української літератури. — К.: Факт, 2007. — 552 с.
- Григорій Сковорода. — Х.: Фоліо, 2009. — 123 с.
- Тарас Шевченко. — Х.: Фоліо, 2009. — 123 с.
- Від бароко до постмодерну: есеї. — К.: Грані-Т, 2011. — 552 с.
- Григорій Сковорода. Повна академічна збірка творів / За редакцією проф. Леоніда Ушкалова. - Харків-Едмонтон-Торонто : Майдан. Видавництво Канадського Інституту Українських Студій, 2011. - 1400 с. ISBN 978-966-372-330-3.
- Григорій Сковорода. Повна академічна збірка творів / За редакцією проф. Леоніда Ушкалова. - Харків: Майдан, 2016.
- Григорій Сковорода. Повна академічна збірка творів / За редакцією проф. Леоніда Ушкалова. - 2-ге вид., Харків: Видавець Савчук О. О., 2016.
- Реалізм — це есхатологія: Панас Мирний. — Харків: Майдан, 2012. — 184 с.
- Григорій Квітка-Основ'яненко. — Х.: Фоліо, 2012. — 120 с.
- Панас Мирний. — Х.: Фоліо, 2012. — 121 с.
- Моя шевченківська енциклопедія: із досвіду самопізнання. — Х.; Едмонтон; Торонто: Майдан; Видавництво Канадського Інституту Українських Студій, 2014. — 602 с.
- Моя шевченківська енциклопедія: із досвіду самопізнання. Видання друге. — К.: Дух і Літера, 2019. — 560 с., з іл.
- Сковорода, Шевченко, фемінізм… : Статті 2010—2013 років. — Х.: Майдан, 2014. — 312 с.
- Що таке українська література: есеї. — Х.: Видавець Іванченко І. С., 2014. — 216 с.
- Література і філософія: доба українського бароко. — Х.: Майдан, 2014. — 416 с.
- Література і філософія: доба українського бароко. Видання друге. — Харків: Видавець Олександр Савчук, 2019.
- Що таке українська література: есеї. — Л.: Видавництво Старого Лева, 2015. — 352 с.
- Що таке українська література: есеї. — Л.: Видавництво Старого Лева, 2-ге вид., 2023. — 352 с
- Григорій Сковорода. Буквар миру: книга для сімейного читання / Упорядкування, переклад, передмова та примітки Леоніда Ушкалова. — Х.: Книжковий Клуб «Клуб Сімейного Читання», 2015. — 320 с.
- Україна і Європа: нариси з історії літератури та філософії. — Х.: Майдан, 2016. — 316 с.
- Ловитва невловного птаха: життя Григорія Сковороди. — К.: Дух і Літера, 2017. — 368 с. (серія «Постаті культури»).
- Шевченко від А до Я. — Л.: Видавництво Старого Лева, 2017. — 80 с. (серія «Пізнавальні книги»).
- Сковорода від А до Я. — Л.: Видавництво Старого Лева, 2019. — 72 с. (серія «Пізнавальні книги»).
- Чарівність енергії: Михайло Драгоманов — К.: Дух і Літера, 2019. — 600 с.
- «Філософія свободи Григорія Сковороди» (Харків : Фоліо, 2022).

Основні статті:
- Античність // Українська літературна енциклопедія. — К.: Головна редакція Української Радянської Енциклопедії імені М. П. Бажана, 1988. — Т. 1. — С. 70-71.
- Жанровая природа диалогов Г. Сковороды в связи с «сократическими» диалогами Платона // Отечественная философская мысль XI—XVII вв. и греческая культура: Сборник научных трудов. — К.: Наукова думка, 1991. — С. 279—284.
- Сенс «дзеркальної діалектики» самопізнання Г. Сковороди // Філософська і соціологічна думка. — 1992. — № 5. — С. 128—137.
- Едіпова історія в опрацюванні Г. С. Сковороди // Сковорода Григорій: дослідження, розвідки, матеріали: збірник наукових праць. — К.: Наукова думка, 1992. — С. 126—132.
- Опозиція «antiquus — modernus» на терені українського літературного бароко // Збірник Харківського історико-філологічного товариства: нова серія. — Х.: Око, 1993. — Т. 1. — С. 93-104.
- Біблійна герменевтика в літературі українського бароко // Другий міжнародний конгрес україністів: Доповіді та повідомлення. Літературознавство. — Львів, 1993. — С. 69-72.
- Метафізика Григорія Сковороди // Український світ. — 1994. — № 1-2. — С. 6-7 (українською, англійською та німецькою мовами).
- К эйдологии восточнославянского барокко: «безначальность истины» в украинской литературе XVII—XVIII вв. // Герменевтика древнерусской литературы. — М.: ИМЛИ, 1993. — Сб. 6. — Ч. 1. — С. 293—321.
- Українське бароко: філологічні ейдоси в рамцях «богомислія» // Збірник Харківського історико-філологічного товариства: нова серія. — Х.: Око, 1995. — Т. 4. — С. 43-54.
- Aurea libertas та liberum arbitrium в літературі українського бароко // Mediaevalia Ucrainica: ментальність та історія ідей. — К., 1995. — Т. IV. — С. 103—114.
- Сковородинівський ейдос самопізнання в контексті українського літературного бароко // ІІІ Міжнародний конґрес україністів. Літературознавство. — К.: Обереги, 1996. — С. 302—308.
- Язичницька міфологія в літературі українського бароко // Український світ. — 1996. — Ч. 4-6. — С. 60 (українською, англійською та німецькою мовами).
- Іконосфера українського бароко як міф про людське існування // Слово і час. — 1997. — Ч. 5-6. — С. 44-47.
- Ейдос «золотої середини» на теренах українського духовного досвіду // Збірник Харківського історико-філологічного товариства: нова серія. — Х.: Майдан, 1998. — Т. 6. — С. 29-38.
- Основні риси телеології тексту в літературі українського бароко // Медієвістика. — Одеса: Астропринт, 1998. — Вип. 1. — С. 85-92.
- Святий Аврелій Авґустин та українське письменство XVII—XVIII століть // Збірник Харківського історико-філологічного товариства: нова серія. — Х., 1998. — Т. 7. — С. 33-44.
- «Любов мудрості» у дзеркалі української барокової літератури // Слово і час. — 1999. — Ч. 1. — С. 50-53.
- Бароко та творчість Шевченка // Українська мова й література в середніх школах, ґімназіях, ліцеях та колеґіумах. — 1999. — № 1. — С. 51-56.
- Біблійна герменевтика Григорія Сковороди на тлі українського барокового богомислення // Збірник Харківського історико-філологічного товариства: нова серія. — Х., 1999. — Т. 8. — С. 23-44.
- Historyczne losy Ukrainy w interpretacji teologów katolickich okresu potrydenckiego // Polska — Ukraina. 1000 lat sąsiesztwa. T. 4. Katolickie unie kościelne w Europie Srodkowej i Wschodniej — idea a rzeczywistość / Pod. red. S. Stępnia. — Przemyśl, 1998. — S. 173—187.
- Символічний сенс ковраївської візії Григорія Сковороди // Вісник Харківського університету. № 448. Філологія. Міф і міфопоетика у традиційних та сучасних формах культурно-мовної свідомості. — Х., 1999. — С. 100—104.
- До історії українського барокового «фігуратизму»: «символічний світ» Григорія Сковороди // Діалог культур. Святе Письмо в українських пам'ятках. — К., 1999. — С. 130—142.
- Візія української історії в католицькій релігійній публіцистиці XVII—XVIII ст. // IV Міжнародний конгрес україністів. Одеса, 26-29 серпня 1999. Літературознавство: Доповіді та повідомлення. Кн. 1. — К.: Обереги, 2000. — С. 69-75.
- Українська барокова візія страху // Медієвістика: Збірник наукових статей. — Вип. 2.- Одеса: Астропринт, 2000. — С. 61-69.
- Феномен української полемічної літератури // Слово і час. — 2000. — № 10. — С. 16-22.
- «Забіліли сніги…»: образ вітчизняної культури в полемічних трактатах київських барокових богословів // Київська старовина. — 2000. — № 1(331). — С. 35-44.
- Українська історія від Хрещення до Руїни з погляду потридентської еклезіології // Jezuicka ars historica. Prace ofiarowane księdzu profesorowi Ludwikowi Grzebieniowi SJ. — Kraków: Wydawnictwo WAM; Wyższa Szkoła Filozoficzno-Pedagogiczna «IGNATIANUM», 2001. — S. 585—592.
- Італійські образки в літературі українського Бароко // Miti Antichi e Moderni tra Italia e Ucraina / A cura di Ksenija Konstantynenko, Marcella Ferraccioli e Gianfranco Giraudo. — Padova, 2000. — Vol. II. — P. 264—273.
- Традиції українського бароко у творчості Григорія Квітки-Основ'яненка // Збірник Харківського історико-філологічного товариства: нова серія. — Х., 2002. — Т. 9. — С. 53-76.
- Александру Хашдеу та його розвідки про Григорія Сковороду // Збірник Харківського історико-філологічного товариства: нова серія. — Х., 2002. — Т. 9. — С. 233—254.
- Дещо про джерела українського Ренесансу 1920-х років (ставлення Миколи Хвильового до Шевченка) // Актуальні проблеми слов'янської філології: Міжвузівський збірник наукових статей «Лінґвістика і літературознавство». — Вип. VII. — К.: Знання України, 2002. — С. 311—320.
- Спомин про двадцять дев'яту пісню «Саду божественних пісень» // Від бароко до постмодерну: Збірник праць кафедри української та світової літератури Харківського державного педагогічного університету ім. Г. Сковороди / За ред. проф. Л. Ушкалова. — Х.: Майдан, 2002. — С. 249—266.
- Передмова // Сковорода Г. Сад божественних пісень / Підготовка тексту, передмова та коментарі Леоніда Ушкалова. — Х.: Майдан, 2002. — С. 7-16.
- Передмова // Барокова поезія Слобожанщини: Антологія / Упорядкування, передмова, примітки та коментарі Леоніда Ушкалова. — Х.: Акта, 2002. — С. 17-47.
- Три завваги про українськість Г. Сковороди // Філософська думка. — 2002. — № 5. — С. 108—127; Триптих про українськість Сковороди // Верховина. Збірник наукових праць на пошану професора Олекси Мишанича з нагоди його 70-річчя / Ред. кол.: М. Жулинський (голова ред. кол.), І. Денисюк та ін. — Дрогобич: Коло, 2003. — С. 335—350.
- Сковородіяна Дмитра Чижевського // Чижевський Д. Філософія Г. С. Сковороди / Підготовка тексту, мовна редакція та вступна стаття Леоніда Ушкалова. — Х.: Акта, 2003. — С. 7-30.
- Микола Хвильовий та українська класична література // Від бароко до постмодерну: Збірник праць кафедри української та світової літератури Харківського державного педагогічного університету ім. Г. Сковороди / За ред. проф. Леоніда Ушкалова. — Х.: Майдан, 2003. — Т. ІІ. — С. 134—155.
- «Він написав Марусю» // Квітка-Основ'яненко Г. Українські повісті / Упорядкування, передмова, примітки, пояснення слів та виразів Леоніда Ушкалова. — Х.: Ранок, 2003. — С. 3-22.
- Світи Григорія Сковороди // Сковорода Г. Вибрані твори в українських перекладах / Упорядкування, передмова та примітки Леоніда Ушкалова. — Х.: Ранок, 2003. — С. 3-14.
- Сковорода та Україна: варіації на тему Дмитра Чижевського // Збірник Харківського історико-філологічного товариства: нова серія. — Х., 2004. — Т. 10. — С. 163—184.
- Дмитро Чижевський та його книга про філософію Сковороди // Чижевський Д. Філософія Г. С. Сковороди / Підготовка тексту й переднє слово проф. Леоніда Ушкалова. — Х.: Прапор, 2004. — С. 3-22.
- Українська барокова поезія // Українське бароко / Керівник проекту Дмитро Наливайко; науковий та літературний редактор Леонід Ушкалов. — Х.: Акта, 2004. — Т. 1. — С. 265—329.
- Павло Тичина та світ українського бароко // Від бароко до постмодерну: Збірник праць кафедри української та світової літератури Харківського національного педагогічного університету ім. Г. Сковороди. — Х.: Майдан, 2005. — Т. ІІІ. — С. 241—260.
- Гуманізм Тараса Шевченка // Збірник Харківського історико-філологічного товариства: нова серія. — Х., 2005. — Т. 11. — С. 59-84.
- Карфаген нашої «народності» має бути зруйнований: дещо про «комплекс Burns'a — Jasmina» // Нова історія української літератури (теоретико-методологічні аспекти). — К.: Фенікс, 2005. — С. 63-76.
- Дзеркала Оксани Забужко // Забужко О. Друга спроба: Вибране. — К.: Факт, 2005. — С. 7-16.
- Казкові сюжети українських письменників-класиків // Лелія: казки та оповідання для дітей / Упоряд., авт. передм., комент., приміт. Л. В. Ушкалов; худ. В. Є. Христенко. — Х.: Основа, 2005. — С. 3-7.
- Кілька слів про іронію та апокаліпсис // Іронія: Збірник статей / Упорядники: Олена Галета, Євген Гулевич, Зоряна Рибчинська (Центр гуманітарних досліджень Львівського національного університету імені Івана Франка). — Л.: Літопис; К.: Смолоскип, 2006 («Соло триває… нові голоси», № 3: Ростислав Семків. «Парадокси постмодерної іронії та стильова параноя сучасної української літератури»: Лекція-2004 на пошану Соломії Павличко). — С. 125—130.
- Українська ідея Євгена Гребінки // Збірник Харківського історико-філологічного товариства: нова серія. — Х., 2006. — Т. 12. — С. 85-112.
- Творчість Григорія Сковороди в дзеркалі статистики // Confraternitas. Ювілейний збірник на пошану Ярослава Ісаєвича / Відп. редактор Микола Крикун, заступник відп. редактора Остап Середа. — Л., 2006—2007 (Україна: культурна спадщина, національна свідомість, державність. Збірник наукович праць. Вип. 15 / Інститут українознавства ім. І. Крип'якевича НАН України). — С. 400—407.
- Сковорода й Туптало: про одну паралель акад. Миколи Сумцова // Антипролог: Збірник наукових праць, присвячених 60-річчю члена-кореспондента НАН України Миколи Сулими. — К.: Видавничий дім «Стилос», 2007. — С. 231—248.
- Духовний меч Слобідського краю // Слобожанська яса: Антологія громадянської лірики кінця XVII — початку XXI століть / Упоряд. та ред. В. С. Бойка; передмова Л. В. Ушкалова. — Х.: Майдан, 2006. — С. 3-20.
- Образ філософії в літературі українського бароко // Від бароко до постмодерну: Збірник праць кафедри української та світової літератури Харківського національного педагогічного університету ім. Г. С. Сковороди. — Х.: Майдан, 2007. — Т. V. — С. 244—262.
- Григорій Сковорода: син миру // Личности Украины. — 2008. — № 1. — С. 7-16.
- Григорий Сковорода: искусство «хорошего воспитания» // Духовно-нравственное воспитание. — М.: Школьная пресса, 2008. — № 4. — С. 22-28.
- Перекладна українська поезія XVII—XVIII століть як явище сакрального ряду // Sacrum і Біблія в українській літературі: Збірник наукових праць / За ред. Ігоря Набитовича. -Lublin: Ingvarr, 2008. — С. 135—145 (Університет ім. Марії Кюрі-Склодовської).
- Панас Мирний — філософ (до постановки питання) // Київські полоністичні студії. — К., 2008. — Вип. ІХ: Gente Ruthenus — natione Polonus. — C. 408—415.
- Національні світи слобідської літератури // Актуальні проблеми слов'янської філології: Міжвузівський збірник наукових статей. — Донецьк: Юго-Восток, 2009. — Вип. ХХ. — С. 87-96.
- Счастье наивысшее. Понятие «счастье» в курсах этики профессоров Киево-Могилянской академии // Духовно-нравственное воспитание. — Москва: Школьная пресса, 2009. — № 5. — С. 22-27.
- Чим були гроші для Григорія Сковороди? (Есей про онтологічну незакоріненість зла) // Wielkie tematy kultury w literaturach slowiańskich. — Т. VIII: Pieniadz / Red. K. Chrobak, M. Filipek, M. Jakóbiec-Semkow, L. Kusiak-Skotnicka, A. Matusiak. — Wrocław: Wydawnictwo Uniwersytetu Wrocławskiego, 2009. — S. 495—502.
- Статистика покликань Григорія Сковороди на Біблію // Gente ukrainus, natione ukrainus (літературні шляхи старожитньої України): Збірник наукових праць на пошану доктора філологічних наук, професора Миколи Корпанюка з нагоди його 60-річчя. — К.: Євшан-зілля, 2010. — С. 517—526.
- Григорій Сковорода // Григорій Сковорода. Повна академічна збірка творів / За ред. проф. Леоніда Ушкалова. — Х.: Майдан, 2010. — С. 9-48 (2-е вид.: Едмонтон; Торонто: Видавництво Канадського Інституту Українських Студій; Харків: Майдан, 2011)
- Примітки та коментарі // Григорій Сковорода. Повна академічна збірка творів / За ред. проф. Леоніда Ушкалова. — Харків: Майдан, 2010. — С. 85-115, 116—117, 118—119, 121—122, 124—125, 127—128, 129, 130—131, 133—134, 135—136, 137—138, 139, 140, 142—143, 145, 146, 151, 153, 179—199, 202—204, 209—212, 222—230, 272—291, 346—387, 407—426, 441—453, 465—475, 491—501, 530—557, 606—644, 697—728, 755—778, 804—828, 854—870, 884—892, 910—919, 933—940, 975—1002, 1007—1008, 1030—1039, 1052—1059, 1187—1232, 1249—1258, 1292—1316, 1322—1327, 1334—1336, 1337—1339, 1341—1342, 1375—1386 (2-е вид.: Едмонтон; Торонто: Видавництво Канадського Інституту Українських Студій; Харків: Майдан, 2011).
- Мелетій Смотрицький: релігійна полеміка як чин себепізнання // Біля джерел українського бароко: Збірник наукових праць / За ред. проф. Богдани Криси [У надзаг.: Львівська медієвістиа. — Вип. 3]. — Л.: Свічадо, 2010. — С. 7-23.
- Переднє слово // Архів Розстріляного Відродження: матеріали архівно-слідчих справ українських письменників 1920-1930-х років / Упорядкування, передмова, примітки та коментарі Олександра й Леоніда Ушкалових. — К.: Смолоскип, 2010. — С. 5-10.
- Література галицька, слобідська та інші: принцип коекзистенції // Історії літератури: Збірник статей / Упорядники Олена Галета, Євген Гулевич, Зоряна Рибчинська (Центр гуманітарних досліджень Львівського національного університету імені Івана Франка. — К.: Смолоскип; Л.: Літопис, 2010 («Соло триває… нові голоси», № 4: Юрко Прохасько «Чи можлива історія „галицької літератури“?»: Лекція на пошану Соломії Павличко). — С. 1-24 (окр. пагінація).
- Два світлі генії поезії // Тичина П., Рильський М. Вибране / Передмова та коментарі Л. В. Ушкалова; худож.-оформлювач О. М. Артеменко. — Х.: Фоліо, 2011. — С. 3-18 (Шкільна бібліотека української та світової літератури).
- «Естетика» Лібельта як дзеркало філософії Шевченка // Слово і час. — 2011. — № 3. — С. 20-32.
- Морфологія сексу в дзеркалі української барокової літератури (пролегомени) // Wielkie tematy kultury w literaturach slowiańskich. — Т. 9: Ciało / Red. A. Matusiak, I. Gwóźdź-Szewchenko, M. Koch, E. Komisaruk, J. Rysicz, A. Ursulenko. — Wrocław: Wydawnictwo Uniwersytetu Wrocławskiego, 2011. — S. 509—524.
- Продовження «Архіву…»: справа Майка Йогансена // Від бароко до постмодерну: Збірник праць кафедри української та світової літератури Харківського національного педагогічного університету ім. Г. С. Сковороди. — Х.: Майдан, 2011. — Т. VIII. — С. 252—278.
- Сковорода і святоотцівська традиція // Переяславські сковородинівські студії: Збірник наукових праць / За заг. ред. М. П. Корпанюка. — Переяслав-Хмельницький, 2011. — Вип. 1. — С. 150—160.
- Харківщина. Нова Америка // Соломонова Червона Зірка. Про 25 регіонів України / Упоряд. Лесь Белей. — Київ: Темпора, 2012. — С. 31-50.
- Образ сліз у творчості Тараса Шевченка // Дивослово. — 2012. — № 3. — С. 2-7.
- Сковорода і Біблія // Studien zu Sprache, Literatur und Kultur bei den Slaven. Gedenkschrift für George Y. Shevelov aus Anlass seines 100. Geburtstages und 10. Todestages. — München; Berlin: Verlag Otto Sanger, 2012. — S. 385—407.
- Григорій Квітка-Основ'яненко: літературний портрет // Квітка-Основ'яненко Г. Ф. Маруся: повісті та оповідання, драматичні твори / Передмова, примітки та коментарі Л. В. Ушкалова. — Х.: Фоліо, 2012. — С. 3–30.
- «Пристрасть хтивого бароко» // Простори. — 2012. — № 5. — С. 178—183.
- «Філософія серця» Тараса Шевченка // Слово і час. — 2012. — № 9. — С. 17–28.
- Історія однієї дружби // Григорій Сковорода. Листи до Михайла Ковалинського. — Х.: Майдан, 2012. — С. 3–16.
- «Уроки літератури від Леоніда Ушкалова» на шпальнах газети «Україна молода»: Співець людського щастя: Шевченко contra Шатобріан (7. ІІІ. 12); Далеке близьке: Сковорода й Нансен (22. ІІІ. 12); Для кого писали наші класики? Українська література та її читач (3. IV. 12); Інопланетяни. Балада про вулицю Сумську (19. IV. 12); Література й політика. Звідки беруться вірші (5. V. 12); На пам'ять про 12 травня 1933 року. Там, де кінчається українська література (15. V. 12); Література non fiction. Продовження спогадів Юрія Шевельова (29. V. 12); Оле-оле-оле-оле! Література і футбол (6. VI. 12); Любов до небошкряба. Про комедію, яка ніколи не йшла на сцені (19. VI. 12); In vino veritas. Що пили українські поети? (10. VII. 12); «Чого нам буть печальними?» Особливості національного сміху (31. VII. 12); «Ходить Фауст по Європі…»: українська література й чорт (14. VIII. 12); Жага «солодкого неробства». Трактат про помилки та інше (30. VIII. 12); «Партр цілими днями сидить у маленькій кав'ярні». До історії українського екзистенціалізму (12. IX. 12); «Чи ви, люди, подуріли, чи що вам таке?» Вибори в дзеркалі української класики (25. IX. 12); «Не завидуй багатому…» Про гроші, піратів та українську класику (9. X. 12) «Ще як були ми козаками…» Тема свободи в українській традиції (23. X. 12); «Все має міру якусь…» «Золота середина» по-українськи (6. XI. 12); Яблуко на долоні. Пам'яті Олександра Довженка (20. XI. 12); «Вся влада — квітам!» До ювілею Григорія Сковороди 30. XI. 12); «Кохайтеся, чорнобриві…» Новорічна фантазія про любов (18. XII. 12); «Нема в світі правди…» Різдвяний триптих про українську душу (3. I. 13); «Весь світ театр, а люди в нім актори…» Homo ludens: українська версія (15. I. 13); «Серце моє, серце…» Що таке українська кордоцентричність? (29. I. 2013); Про наше вічне місто. Символічні обличчя Києва (12. II. 13); «Од молдованина до фіна…» Поет і імперія (26. II. 13); Таке солодке слово «мімезис». Плінієві побрехеньки, по-нашому розказані (12. III. 13); «Дороги моїх днів». Про автобіографії письменників Українського Ренесансу (26. III. 13); Фридоліна чи Марія? Два слова про образ української жінки (9. IV. 13); Циган, Півник і Зануда. Що таке українська інтермедія (23. IV. 13); Український фаталізм. Думки про астрологію та інше (8. V. 13); «Я бачив дивний сон…» Що снилось нашим класикам? (22. V. 13); «Учитися, учитися, учитися». Варіації на тему Драгоманова (4. VI. 13); «Україна великою буде!» Поема про море (19. VI. 13); «Осте сте бі бо бу…» Село і місто на сторінках української класики (10. VII. 13); Україна між Сходом і Заходом. Урок з орієнтації на місцевості (24. VII. 13); Григорій + Анна: історія про вічну любов (7. VIII. 13); «Пізнай себе»: штрихи до української сократіани (29. VIII. 13); Українські птахи в українському краєвиді: Читаючи Василя Голобородька (11. IX. 13); Франкові каменярі. Що означає цей образ? (26. IX. 13); Містерія липового листочка. Есей про Шевченкову візію Бога (9. X. 13); «Ось ти, і жий!» Вступ до філософії українського фемінізму (22. X. 13); «Немов рослина в сонячнім вікні…» Есей про жіночі секрети (5. XI. 13); Війна України з Україною: урок полемічної літератури (19. XI. 13); Адам у райському саду. Есей про самотність (3. XII. 13); «Навчіть їх любити, а не ненавидіти один другого»: букетик афоризмів на прощання (25. XII. 13).
- Творчість Стефана Зизанія в українській, польській та російській рецепції XVI—XVIII століть // Просфонема: текст і контекст: збірник наукових праць [у надзаг.: Львівська медієвістика. — Вип. 4]. — Л.: Свічадо, 2013. — С. 223—243.
- Кого з новочасних авторів читав Сковорода? // Переяславські Сковородинівські студії: Збірник наукових праць. Філологія. Філософія. Педагогіка [за заг. ред. М. П. Корпанюка]. — Переяслав-Хмельницький, 2013. — Вип. 2. — С. 142—151.
- Барокові обличчя Києва // Київ і слов'янські літератури: збірник / Упорядник Деян Айдачич (Кијев и словенске књижевности: зборник / Уредник Дејан Ајдачић). — К.: Tempora; Београд: SlovoSlavia, 2013. — С. 159—176.
- Українська культура часів Шевченка // Від бароко до постмодерну: Збірник праць кафедри української та світової літератури Харківського національного педагогічного університету ім. Г. С. Сковороди. — Х.: Майдан, 2013. — Т. Х. — С. 153—173.
- Образи-концепти у поетичній творчості Шевченка: серце // Шевченківська енциклопедія: В 6 т. — Т. 4: М–Па / НАН України, Інститут літератури ім. Т. Г. Шевченка; редкол: М. Г. Жулинський (гол.) [та ін.]. — К., 2013. — С. 634—639.
- Образи-концепти у поетичній творчості Шевченка: сльози // Шевченківська енциклопедія: В 6 т. — Т. 4: М–Па / НАН України, Інститут літератури ім. Т. Г. Шевченка; редкол: М. Г. Жулинський (гол.) [та ін.]. — К., 2013. — С. 640—645.
- Мотиви «Повісті временних літ» у творчості Тараса Шевченка // Преподобний Нестор Печерський в історії української культури: Збірник статей. — Х.: Акта, 2014. — С. 153—161.
- Григорій Савич Сковорода // Історія української літератури у дванадцяти томах. — К.: Наукова думка, 2014. — Т. 2: Давня література (друга половина XVI—XVIII ст.). — С. 752—799.
- Чоловічий погляд на жіноче питання в українській культурі ХІХ століття // Перехресні стежки українського маскулінного дискурсу. Культура й література ХІХ–ХХІ століть: Збірник статей / За ред. Аґнєшки Матусяк. — К.: Laurus, 2015. — С. 91–126.
- Що таке Україна у просторі й часі? (Відповідь Михайла Драгоманова) // Дивослово. — 2015. — № 2. — С. 53–58.
- До питання про «вільну любов» в українській літературі // У пошуках істини: Збірник на пошану професора Володимира Антофійчука / Під ред. Ігоря Набитовича. — Чернівці; Дрогобич: Посвіт, 2015. — С. 381—387.
- Що таке українське бароко (за сторінками книги Валентини Соболь) [Валентина Соболь. Українське бароко. Тексти і контексти. — Варшава: Видавництво Варшавського університету, 2015. — 382 с.] // Гуманітарний журнал. — 1015. — № 1–2. — С. 158—172.
- Україна за доби Шевченка: культура // Шевченківська енциклопедія: В 6 т. — Т. 6: Т–Я / НАН України, Інститут літератури ім. Т. Г. Шевченка; редкол: М. Г. Жулинський (гол.) [та ін.]. — К., 2015. — С. 378—385.
- «Symbola et emblemata selecta» у творчості Григорія Сковороди // Слово. Символ. Ритуал: Збірник на пошану архиєпископа Ігоря Ісіченка з нагоди його 60-річчя. Праці з історії української літератури. — Х.: Акта, 2016. — С. 209—226.
- Miejsce Ukrainy w czasie i przestrzeni. Wersja Mychajła Drahomanowa / Tłum. Marcin Gaczkowski // Elity w krajach Europy Środkowej i Wschodniej po roku 1989 / Pod red. Doroty Żygadło-Czopnik. — Wrocław: Wydawnictwo Uniwersytetu Wrocławskiego, 2015. — S. 201—225 (Miscellanea posttotalitariana Wratislaviensia 3 / 2015).
- Етюд про візію часу в Сковороди // Гуманітарний журнал. — 2015. — № 1–2. — С. 158—172.
- «Кинь коперниківські сфери!» Містична астрономія Сковороди // Українське небо 2. Студії над історією астрономії в Україні: збірник наукових праць / За заг. ред. О. Петрука. — Л.: Інститут прикладних проблем механіки ім. Я. С. Підстригача НАН України, 2016. — С. 241—262.
- Потебня і Сковорода: ловитва невловного птаха // Вісник Харківського національного університету імені В. Н. Каразіна. Серія «Філологія». — Х., 2016. — Вип. 74. — С. 7–16.
- Від Сковороди — до Маркса, від Маркса — до Сковороди // Слово і час. — 2016. — № 12. — С. 57–72.
- Леся Українка: «солодкий дим вітчизни» // Мандруючи світами і віками: збірник на пошану Юрія Пелешенка / Під ред. Ігоря Набитовича. — К.; Дрогобич: Посвіт, 2016. — С. 297—304.

## Нагороди
- Міжнародна літературно-мистецька премія ім. Григорія Сковороди (2007)
- Премія НАН України імені І. Я. Франка за працю «Григорій Сковорода. Повна академічна збірка творів» (упорядкування, передмова, коментарі та примітки) (2010)

## Пам'ять
8 квітня 2019 року Вчена рада Харківського національного педагогічного університету імені Григорія Сковороди присвоїла кафедрі української і світової літератури ім'я професора Леоніда Ушкалова.

## Аудіозаписи
Леонід Ушкалов. "Вічний філософ" («Пізнай себе». Українська ідея Григорія Сковороди): https://www.youtube.com/watch?v=_paYQQZlRLE